# Васильев, Вадим Васильевич
Вадим Васильевич Васильев (29 ноября 1933, Красноград, Харьковская область — 25 августа 2017, Чернигов) — советский и украинский театральный актёр, народный артист Украины (1993).

## Биография
Вадим Васильев родился 29 ноября 1933 года в Краснограде Харьковской области в актёрской семье. В 1953 году окончил Александрийский культурно-образовательный техникум (Александрия) в Кировоградской области (ныне Кропивницкая область). В 1957—1966 годах играл в Кировоградском музыкально-драматическом театре им. М. Л. Кропивницкого, в 1966—1967 годах выступал в Закарпатском музыкально-драматическом театре
В 1967—2005 годах был артистом Черниговского музыкально-драматического театра имени Т. Г. Шевченко.
Сыграл около двухсот ролей, создал целую галерею ярких сценических образов.
Умер 25 августа 2017 года.

### Семья
- Мать — театральная актриса Наталия Александровна Байкова (1904—1976), заслуженная артистка Туркменской ССР (1944)[2].
- Жена — музыкант, скрипачка Лидия Мишетопова.

## Награды и премии
- Заслуженный артист УССР (1974).
- Народный артист Украины (1993).
- Знаки «Отличник культурного шефства над селом», «Отличник культурного шефства над Вооружёнными Силами СССР».
- Медаль «Ветеран труда».
- Орден «За заслуги» III степени (2001).
- Грамота Верховной Рады Украины «За заслуги перед Украинским народом», Почётное отличие Министерства культуры и искусств Украины «За достижения в развитии культуры и искусств» (2003).

## Работы в театре
- «Уличный бродяга» Г. Вивиани — Антонио
- «Слуга двух господ» К. Гольдони — Труффальдино
- «Сильва» И. Кальмана — Бонни
- «Марица» И. Кальмана — Зупан
- «Свадьба в Малиновке» Рябова — Попандопуло
- «Святая святых» И. Друцэ — Келин
- «Американская трагедия» Т. Драйзера — Кинсел
- «Мартин Боруля» И. Карпенко-Карого — Боруля
- «За двумя зайцами» Старицкого — Голохвостый
- «Ревизор» Гоголя — Хлестаков
- «Слепой» Т. Шевченко — Кобзарь
- «Черниговка» по М. Костомарову — Чоглоков
- «Исповедь на вершине» И. Муратова — Виталий Примаков
- «Сорочинская ярмарка» Старицкого (по Гоголю) — Афанасий Иванович и Солопий Ботинок
- «Свадьба с генералом» по произведениям А. Чехова — Ревунов-Караулов
- «Моя прекрасная леди» Ф. Лоу — Альфред Дулитл
- «Лесная песня» Леси Украинки — Леший
- «Наталка Полтавка» И. Котляревского — пристав

## Работа в кино
Снялся лишь в одном художественном фильме «Дорогой ценой» (1957), в эпизодической роли не указанной в титрах.